# The Warning (banda)
The Warning es una banda mexicana de rock proveniente de Monterrey, México. Está integrada por las hermanas Villarreal Vélez: Daniela (voz principal y guitarra), Paulina (batería, teclado, coros y voz principal) y Alejandra (bajo, teclado, voz y coros).
Su discografía incluye el EP Escape the Mind, lanzado en 2015. Dos años más tarde estrenan su primer álbum: XXI Century Blood, seguido por Queen of the Murder Scene (2018), un disco conceptual de 13 canciones divididas en 4 capítulos. En 2019 presentan su primera canción en español: «Narcisista». En 2021 lanzan su segundo EP, MAYDAY, con 6 canciones que más tarde formarían la primera mitad de su siguiente trabajo, el álbum ERROR (2022). Junto al EP estrenaron 5 videos promocionales donde destaca el de «Animosity» en colaboración con Webtoon y "I am the Grim Reaper". El disco "ERROR", producido por David Bendeth, incluye 8 canciones adicionales al EP. En 2024 publican su cuarto album: "Keep Me Fed" con un total de 12 canciones más 6 videoclips oficiales. Producido por Anton DeLost, contiene su tercer tema en español: "Qué más quieres". 
El nombre The Warning (en inglés, la advertencia, alerta, aviso) alude a una nueva generación atenta a los problemas que amenazan a la sociedad moderna. Según explica Daniela: "Siempre estamos alerta a lo que está pasando en la vida de la gente. El nombre tiene algo de eso".
Han participado en festivales y giras musicales por Latinoamérica, Norteamérica, Asia y Europa, además de tener apariciones en medios mexicanos y extranjeros. Cuentan con el reconocimiento de músicos como Kirk Hammett (Metallica), Lzzy Hale (Halestorm), Matt Bellamy (Muse), Mike Portnoy (Dream Theater), Orianthi Panagaris o David Draiman (Disturbed). El grupo ha confirmado una carrera con proyección internacional.

## Biografía

### 2013–2014: Inicios
The Warning se formó a muy temprana edad por las hermanas Daniela, Paulina y Alejandra Villarreal Vélez (para entonces la mayor de ellas contaba apenas 13 años, aunque había empezado a tocar guitarra a los 8). En su gestación fue clave el apoyo familiar: su padre Luis Villarreal (ingeniero de sonido que alguna vez administró su propio estudio, Cuarto de Control) y su madre Mónica Vélez les regalaron sus primeros instrumentos y financiaron sus clases de teoría musical. Además, la familia solía reunirse en casa para ver videos de conciertos, fomentando la apreciación por el sonido y el espectáculo. Si bien de niñas tocaban el piano más bien clásico, el giro se produjo cuando probaron el videojuego Rock Band, que activó en ellas el interés por la música popular de línea más dura, y el cambio hacia instrumentos de rock. 
Como hermana mayor, Daniela fue la primera en escoger instrumento, seguida por Paulina (quien tuvo dificultades para encontrar maestro de batería, por su corta edad —6 años— y baja estatura; finalmente fue aceptada por Gerardo Arizpe y más tarde seguiría estudios con Beto Ramos). Alejandra fue la última en decidirse por el bajo (tras haber intentado aprender el arpa). En principio ninguna de ellas tenía intención de tocar juntas o hacer algo más que imitar a sus ídolos. Sería Pablo González Sarre —profesor de Alejandra y bajista de la banda mexicana Los Claxons— quien las incentivó a componer canciones propias y les enseñó sus primeras nociones sobre la industria. Como admitieron en la entrevista para Allison Hagendorf (abril 2023), el nombre The Warning surgió cuando participaron en un concurso de grupos, y aunque originalmente iba a ser el título de algún disco imaginario, decidieron usarlo para sí. Aunque eran demasiado jóvenes para tener claro que deseaban formar una banda o dedicarse profesionalmente a la música, las circunstancias pronto las conducirían por este camino.

### 2015–2020: Como artistas independientes
A poco andar se hicieron conocidas en YouTube por interpretar covers de emblemáticas bandas como Metallica, AC/DC, Ozzy Osbourne, Muse y Guns N' Roses. Esta afición por música anglosajona más sus estudios en el Liceo de Monterrey Redwood (colegio católico femenino que imparte clases en inglés, y donde actuaron por primera vez frente a público en vivo) fueron importantes para la identidad musical de The Warning, desde su nombre hasta las letras en ese idioma, que componen la mayoría de su repertorio y les abrieron oportunidades en el mercado internacional. Las tres hermanas suelen comunicarse en espanglish con sus seguidores en redes sociales y dan entrevistas o se dirigen al público de sus conciertos en español o inglés, según sea necesario. 
Por ese entonces conocen a su manager, Rudy Joffroy, a través de Abraham Marcos (amigo común de Rudy y Luis Villarreal), quien lo invita a conocerlas en el hogar familiar. Joffroy las escucha tocar y ve en ellas un gran potencial, por lo que decide delegar su cargo en la agencia de marketing digital que dirige para dedicarse en forma preferente —y luego exclusiva— a la banda.
La banda firmó con el sello Victoria Records y el 14 de abril de 2015 lanzaron en iTunes su primer EP inédito, Escape the Mind, que incluía cinco canciones de su autoría: «Take Me Down», «Fade Away», «Eternal Love», «Escape the Mind» y «Free Falling». Poco después fueron entrevistadas como fenómeno de las redes sociales en el popular show televisivo estadounidense de Ellen DeGeneres, que se graba en la ciudad de Los Angeles, California.
En marzo de ese año se presentaron en el festival Pa'l Norte (Monterrey), siendo su primera vez sobre aquel escenario.
En agosto de ese año las tres hermanas asisten al programa de verano (5 semanas) del prestigioso Berklee College of Music en Boston, Massachusetts, para profundizar conocimientos sobre teoría musical. Una exitosa campaña en la plataforma de crowdfunding GoFundMe, más el aporte de 10 mil dólares a cada una, gentileza de Ellen DeGeneres, les permitió financiar el curso. Durante esta etapa, Dany habría encontrado inspiración para "When I'm Alone", canción que trata sobre la soledad y desarraigo.
El 27 de marzo de 2017, tras una campaña de crowdfunding, sale a la venta su álbum de estudio titulado XXI Century Blood, con 13 canciones originales. El disco se distribuye a través de su sitio web y en las diferentes plataformas digitales (Amazon, Google Play, iTunes y Spotify).
Ese mismo año ofrecen una conferencia y concierto en el evento TEDx de la Universidad de Nevada, Estados Unidos, donde repasan su carrera y orígenes. Además, dos de sus canciones (Free Falling y Survive) son incluidas en el videojuego Rock Band 4.
En octubre se presentan en el Mother OF All Rock Festival celebrado en Monterrey, siendo la única banda mexicana invitada.
El 25 de noviembre del 2018, lanzaron al público su segundo álbum de estudio: Queen of the Murder Scene.
El 30 de junio de 2019, en la ciudad de Bogotá, Colombia, se presentaron exitosamente en la edición por los 25 años de "Rock al Parque", el tercer festival de música al aire libre más grande del mundo y el primero en Iberoamérica. También participaron en el año 2018 de Hell & Heaven, uno de los festivales de metal más grandes de Latinoamérica, pisando los mismos escenarios de artistas como Ozzy Osbourne o Judas Priest, y teniendo una participación exitosa.

### 2020–presente: Con Lava/Republic Records
En 2020 se convierten en la primera banda mexicana contratada por un sello discográfico estadounidense (no alguna filial latinoamericana de multinacionales como Sony, Universal o Warner). Firman con LAVA Records —una rama de Republic Records— tras 7 meses de negociación donde las hermanas exigieron plena libertad creativa, sin obligación de hacer más "comercial" su música, condición que les fue otorgada. Además, el propio Jason Flom (presidente de LAVA y anterior presidente de las disqueras Atlantic y Virgin) las contrató para grabar 5 discos, luego de presenciar un concierto de The Warning en Estados Unidos, quedando impresionado con la actuación del trío. En esta etapa asisten a writing sessions en estudio, donde reciben asesoría técnica para componer música en inglés que sea comprensible, memorable y pegajosa.
Durante la pandemia de COVID-19 (2020-2021) se ven obligadas a cancelar conciertos y giras, pero se mantienen muy ocupadas en redes sociales, transmitiendo en streaming para sus fans de todo el mundo. Los contenidos incluyen conversación, cocina, sesiones de videojuegos y un concierto oficial de cuarentena desde su estudio doméstico. Por ese tiempo cada una se asigna un día del fin de semana para compartir música (Dany Day los viernes, Pau Day los sábados y Ale Day los domingos). Esta tradición se afianza y hasta hoy sus seguidores publican en redes sociales contenido de cada una según su día.
El 21 de mayo de 2021 publicaron el sencillo «Choke» en su canal oficial, seguido por el sencillo «Evolve» que fue publicado el 23 de julio. El 9 de septiembre publicaron una versión de «Enter Sandman» junto a la cantante canadiense Alessia Cara, como parte del álbum tributo The Metallica Blacklist. Previamente habían sido elegidas por Metallica para grabar dicha versión, teniendo apenas 10 días para componerla, grabar y mezclarla. Un año después de su lanzamiento, el video oficial en YouTube alcanza cerca de 3 millones de visualizaciones.
El 23 de septiembre lanzaron el sencillo «Martirio», siendo la segunda canción en español de la banda.
El 8 de octubre de 2021 publicaron su segundo EP titulado MAYDAY, y horas antes de sus publicación lanzaron el sencillo «Disciple» para promocionar dicho EP.
A diferencia de algunos músicos que abandonan la escuela para dedicarse a su actividad, las hermanas Villarreal decidieron completar su educación secundaria, primero asistiendo al liceo y luego a través del sistema de Preparatoria Abierta, más práctico para ellas debido a la pandemia y a las limitaciones de tiempo que imponían sus labores profesionales (presentaciones, entrevistas, ensayos, grabación, etc).
El 15 de marzo de 2022 The Warning se presenta abriendo el concierto para la banda Foo Fighters, ante más de 55 mil personas aproximadamente en el Foro Sol de la Ciudad de México, cerrando un exitoso concierto y tocando por primera vez en vivo su canción «Money», esta presentación se puede observar en el video musical de dicha canción.
El 25 de marzo de 2022 es publicado el sencillo «Money», en todas las plataformas digitales. Con el fin de promocionar la gira musical más próxima de la banda, homónima a su más reciente EP, siendo el nombre de dicha gira el "MAYDAY Tour", así como su disco ERROR que saldría meses después. Con el nuevo material se presentan en diversas ciudades de Estados Unidos (como Nueva York, Las Vegas, Austin, Bridgeport, Charlotte, Phoenix, Santa Ana, Berkeley, Atlanta, etc) y Canadá (conciertos en Vancouver, Montreal, Toronto, Calgary, Edmonton, Oshawa, Laval, Burlington, etc).
En abril de 2022, Paulina es invitada a dictar una masterclass de batería y composición musical en el evento Sound:Check Xpo, realizado en Ciudad de México.
El 24 de junio de 2022 se lanza su tercer álbum de estudio titulado ERROR, siendo este, hasta la fecha, el material más reciente de la banda. Dicho material es la versión extendida del EP MAYDAY, publicado en octubre de 2021.
Durante el concierto en Irving, Texas (2 de agosto) Daniela recibió una guitarra Gibson Explorer blanca, obsequio de Lzzy Hale, quien se la entregó personalmente sobre el escenario. Desde entonces suele usarla en vivo para interpretar "Queen of The Murder Scene" y "Enter Sandman".
El 26 y el 29 de agosto de 2022 se presentan en el Teatro Metropólitan en CDMX, con cartel de agotado en ambas fechas.
El 4 de diciembre de 2022 se presentan nuevamente en Rock al Parque (Colombia), esta vez en el escenario principal del festival durante el último día del mismo, frente a unos 40 mil espectadores.
Cerraron su gira musical del año 2022 con un concierto propio en Perú, siendo su primera visita a ese país.
El 18 de enero del 2023 abrieron el primero de cuatro conciertos de Muse en México como parte de su gira Will of the People World Tour, en Monterrey. También abrieron las siguientes tres noches el 20 del mismo mes en Guadalajara y el 22 y 23 en la Ciudad de México.
A mediados de 2023 realizan su primera gira por Europa, tras invitación expresa de Muse. Esta incluyó festivales y conciertos (como headliners o como teloneras) en Inglaterra, Alemania, Holanda, República Checa, Francia, España y Escocia. Sin embargo, la banda debió cancelar sus fechas en Polonia y Suiza por motivos de fuerza mayor, según informaron a través de su página oficial en Facebook.
Durante el concierto en Milton Keynes (Inglaterra, 25 de junio) Daniela presentó una guitarra Manson amarilla, obsequio del músico Matt Bellamy. Desde entonces la ha incorporado a sus actuaciones en vivo.
En julio protagonizan la campaña publicitaria "¿A qué te sabe Pepsi Black?" de la popular bebida gaseosa.
En agosto son invitadas como hosts para la ceremonia de los Premios MTV Miaw 2023, evento realizado en el Pepsi Center de la Ciudad de México. También son confirmadas en el line-up del festival Wacken Open Air 2024 (Alemania), uno de los principales eventos de heavy metal del mundo.
En septiembre Paulina fue elegida mejor baterista en ascenso de 2023, según lectores de la revista especializada estadounidense Modern Drummer. También se presentan como Extended Play Stage Performers en la ceremonia de los MTV Video Music Awards (VMA) 2023, evento celebrado en Newark, EEUU. Ese mismo mes telonean a Guns N' Roses durante la gira norteamericana de la banda.
En octubre regresan a Sudamérica para dar conciertos en Bogotá, Buenos Aires y por primera vez en Santiago de Chile.A finales de ese mes realizan una gira por México. Entre otras fechas destacan el 21 en Guadalajara (donde estrenan dos canciones: "S!ck" y "Hell You Call A Dream"y proyectan un video en pantalla gigante repasando sus 10 años de trayectoria) y el 28 en Ciudad de México (donde llenan el Pepsi Center WTC como headliners, ante una audiencia de 8 mil personas). También son presentadas como embajadoras de la campaña publicitaria The Ripple Effect de Pepsi.
En diciembre tocan su último show del año en Querétaro, completando 75 conciertos en 13 países. También son anunciadas dentro del lineup del festival Mad Cool 2024, que tendrá lugar en Madrid, en el mes de julio.

#### 2024–2025:Keep Me Fedy giras internacionales
En enero de 2024 Paulina es elegida Rock Drummer Of The Year 2023 en el concurso de votación popular organizado por Drumeo (EEUU), desplazando a competidores como Josh Freese, Brittany Bowman, Greyson Nekrutman y Jon Theodore.
En febrero lanzan "Sick" (estilizado como "S!ck") como sencillo, con video oficial. También participan del evento ShipRocked, concierto a bordo de un crucero que recorrió Miami, Bimini, Ocho Ríos y Grand Cayman. Además confirman nuevas fechas europeas aparte de la gira de abril: en el Main Square Festival, a celebrarse en julio de ese año en la ciudad de Arrás (Francia), también en el Steelhouse Festival, programado para julio en la localidad de Aberbeeg (Gales del Sur, Reino Unido), en el Pol'and'Rock, uno de los mayores festivales de música del planeta, que anualmente se realiza en Czaplinek-Broczyno (Polonia), durante el mes de agostoy en el club Melkweg (Amsterdam, Países Bajos), también en agosto.
Ese mismo mes son anunciadas dentro del lineup de los festivales Barcelona Rock Fest 2024 (julio - Barcelona, España), Maid of Stone (julio - Maidstone, Inglaterra) y Louder Than Life 2024 (septiembre - Louisville, Estados Unidos).
Cierran ese mes invitadas al festival Aftershock (programado para octubre en Sacramento, Estados Unidos) donde compartirán escenario con bandas legendarias como Iron Maiden, Judas Priest, Slayer, Pantera, Mötley Crüe y Slipknot.Además, Paulina es invitada al evento profesional femenino Decididas Summit, en el Hotel Four Seasons de la Ciudad de México.
En marzo presentan el título de su cuarto álbum, "Keep Me Fed", cuyo lanzamiento está proyectado para el 28 de junio. De este nuevo trabajo liberan dos nuevas canciones: "Hell You Call A Dream" y "Qué Más Quieres". También anuncian su presencia en el festival Gränichen Open Air, programado para el 3 de agosto en dicha localidad de Suiza.Además participarán en el festival MMRBQ, a realizarse el 21 de septiembre en Camden, Estados Unidos.
A mediados de ese mes se confirma que estarán presentes en el Festival Poolbar (en Fußach, Austria) durante el mes de julio.El domingo 17 tocan en el festival Vive Latino 2024, en la Ciudad de México.Sobre ese mismo escenario anuncian su primer concierto en el Auditorio Nacional —uno de los recintos más importantes de la capital mexicana— y que tendrá lugar el 6 de febrero de 2025.También son invitadas por la banda japonesa Band-Maid a tocar tres fechas en ese país (12, 13 y 14 de junio), concretamente en Tokio y Osaka.Hacia fines de este mes son incluidas en el lineup del VII Festival Zurbarán Rock (en Burgos, España)pero finalmente se bajan por compromisos con la discográfica. El 29 actúan como teloneras de Imagine Dragons en la Feria de las Fresas de Irapuatoy el 31 se presentan en el Festival Tecate Pa'l Norte, celebrado en su natal Monterrey, donde estrenan la canción "Automatic Sun".
El single "S!CK" alcanza el puesto #21 en el ranking Mainstream Rock Airplay de la prestigiosa Billboard, marcando un hito para The Warning y el rock latino en general. Hasta entonces la mejor posición había sido "More" (#34) a mediados de 2023.
Durante todo abril protagonizan su segunda gira europea, esta vez como headliners, la que incluyó conciertos en España, Portugal, Italia, Suiza, Alemania, República Checa, Francia, Países Bajos, Inglaterra, Escocia y Gales. La gira agotó todas las entradas en cada concierto y país que visitaron.
Por esas fechas abren la venta de entradas para el concierto en el Auditorio Nacional, las que se agotan en menos de 24 horas, obligando a programar un segundo show en el mismo recinto para el día 11 de febrero de 2025 y un tercero el día 7. Las tres fechas hacen sold out.
Entretanto lanzan un video promocional para "Automatic Sun" que combina el audio de estudio con escenas del concierto en Pa'l Norte 2024. A su vez confirman una fecha adicional en Italia, tras agotar entradas en Milán (hasta entonces único show en ese país, durante su segundo tour europeo). El nuevo concierto está agendado para el 18 de julio en el Parco delle Caserme Rosse (Bolonia).También irán por primera vez al festival Rocklahoma el 30 de agosto en Pryor, Estados Unidos.Ese mismo mes anuncian presentación en The Academy de Dublín, Irlanda, para el 25 de julioy añaden 2 nuevas fechas en Alemania: Friburgo (17 de julio en el Jazzhaus) y Münster (29 de julio en el Skaters Palace).
Hacia fines de abril lanzan video oficial para "Qué Más Quieres"(estrenado simultáneamente en MTV Live) y confirman participación como teloneras para la gira conjunta de Evanescence y Halestorm por Canadá, durante el mes de octubre, con 9 fechas en las ciudades de Vancouver, Kelowna, Calgary, Edmonton, Winnipeg, Montreal, Quebec, Ottawa y London.También abrirán para Avril Lavigne en el Festival de Nimes, Francia, en julio.
En mayo son incluidas en el lineup del KISW Halloween Hullabaloo 2024 junto a Godsmack, Halestorm y FlatBlack, concierto programado para el 13 de octubre en Kent, Estados Unidos. Al mismo tiempo son invitadas a dar un show como headliners en The Opera House de Toronto, Canadá, para el 30 de octubre (ante la gran demanda, finalmente se traslada al Danforth Music Hall, de mayor aforo). Ese mes liberan en la plataforma Youtube un video con la letra de "Burnout", otra canción del album Keep Me Fed. En sus redes sociales comunican oficialmente el Keep Me Fed Tour Norteamérica 2024, comprendido entre agosto y octubre, y que incluye 14 fechas en Estados Unidos y 10 en Canadá.También informan del concierto en el Auditorio Telmex de Guadalajara, para febrero de 2025y su participación en la versión 2024 del festival Tecate Supremo, a celebrarse en Ciudad Juárez, en octubre. Hacia fines de ese mes anuncian un concierto en Monterrey, para febrero de 2025.
En junio lanzan el video oficial de "Burnout" donde participaron varios fans de la banda mediante un casting en redes sociales. Entre tanto, el single S!CK alcanza un histórico puesto #8 en el ranking Mainstream Rock Airplay de Billboard. También se confirma que estarán presentes en el Riot Fest 2024, a celebrarse en septiembre en la ciudad de Chicago. El 25 agendan 3 nuevas fechas para el año 2025: Olympia de París (14 abril), Palladium de Colonia (15 abril) y Brixton Academy de Londres (17 abril). El 27 de junio son invitadas al estelar Jimmy Kimmel Live, conducido en aquella ocasión por el comediante Martin Short y transmitido por la cadena televisiva estadounidense ABC. Interpretan "Sick" y "Automatic Sun", aunque esta última no salió al aire. Al mismo tiempo Paulina es incluida en el ranking de las 100 mujeres más poderosas de México, según la edición de ese país de revista Forbes. El 28 de junio lanzan oficialmente su 4º disco, "Keep Me Fed", y estrenan el video oficial de "Six Feet Deep", canción que abre dicho album.Con ocasión del lanzamiento ofrecen un concierto privado para fans y representantes de la industria musical en el Whisky A Go Go de West Hollywood.
El 1º de julio son destacadas como artistas del mes en MTV Push (Estados Unidos), instancia promocional que incluye videos exclusivos interpretando canciones, además de entrevistas (en inglés, orientadas al mercado internacional).Esa misma semana el album Keep Me Fed alcanza el puesto #1 de álbumes de Rock y Metal más escuchados en el Reino Unido.El día 13 el nuevo disco aparece en las listas del prestigioso Billboard: #1 en el ranking de artistas emergentes, #4 en mejores álbumes de Hard Rock, #6 en mejores ventas, #10 en discos alternativos, #12 en discos de Rock, #17 en discos Rock & alternativo, y #27 en el Billboard Artist 100. Además confirman un nuevo concierto en Madrid, para el 11 de abril de 2025, en la Arena del Palacio Vistalegre.A finales de ese mes se anotan para el festival Rocktoberfest en Oceanside, Estados Unidos.
En agosto de ese año se presentan en el festival Lokerse Feesten en Bélgica. Además son nominadas en la categoría PUSH Performance of the Year de los premios MTV Video Music Awards 2024. Ese mes estrenan un video especial de "Hell You Call A Dream" y "Automatic Sun" en el Live from Vevo Studios, de Estados Unidos y colaboran con la banda japonesa Band-Maid en el single "Show Them", que incluye a ambas agrupaciones en el video oficial.También son anunciadas como parte del line-up del Festival Rock Am Ring 2025, a celebrarse en junio en la localidad de Nürburg, Alemania, siendo esta su segunda presentación en dicho evento.
El 6 de septiembre ofrecen un show sorpresa desde Times Square en Nueva York. El 11 se presentan en los premios VMAs 2024, nominadas entre las mejores actuaciones Push de ese año y una semana después el sencillo "Qué Más Quieres" es nominado a los premios Latin Grammys 2024, en la categoría Mejor Canción de Rock.
En octubre anuncian su primera presentación en Brasil, con 3 fechas programadas para marzo de 2025. También confirman actuación en los premios MTV EMAs, a celebrarse durante noviembre en Manchester y dos conciertos en junio del año próximo: Nova Rock Festival (en Nickelsdorf, Austria) y Rock Am Ring (en Nürburgring, Alemania).
En noviembre se confirma su participación en la versión 2025 del festival Pinkpop (programado para junio en Landgraaf, Países Bajos)y por primera vez en Suecia, en el Sweden Rock Festival (junio 2025 en la localidad de Sölvesborg).
Cierran ese año anunciando una nueva gira por Latinoamérica durante marzo de 2025, que incluirá Brasil, Argentina, Chile, Perú y Colombia.También confirman presentación en el HellFest para junio de 2025, en Clisson, Francia. En diciembre la banda estadounidense Dead Poet Society las invita a grabar una versión colaborativa de su single "Hurt" y el día 20 son invitadas al programa de TV francés Taratata.
En enero de 2025 son presentadas en el programa de TV The Kelly Clarkson Show, donde interpretan una versión de Hell You Call A Dream en vivo desde Times Square en Nueva York. También son incluidas en el lineup del Greenfield Festival (junio, Suiza), GrasPop (junio, Bélgica) y por segunda vez en el festival Rock For People (junio, República Checa).Además Daniela es invitada a tocar junto a otros músicos en el 40º aniversario de PRS Guitars, donde recibió una guitarra de manos de Orianthi Panagaris.
En febrero son incluidas entre las bandas invitadas a la gira For My Last Trick de Halsey (Estados Unidos, mayo 2025). También confirman participación junto a Guns N' Roses en el festival Firenze Rocks (Florencia, Italia, junio 2025) y segunda visita al Festival SummerFest de Milwaukee, Estados Unidos (junio 2025)
En marzo comunican su primera presentación en Luxemburgo, programada para junio de 2025 en el teatro den Atelier. Por motivos de salud la banda debió cancelar sus presentaciones en Colombia, Perú y Chile. Ese mismo mes anuncian gira Keep Me Fed como headliners por Estados Unidos, que incluye 14 fechas para julio de 2025 en las ciudades de Milwaukee, San Luis, San Antonio, Houston, Orlando, Atlanta, Nashville, Raleigh, Silver Spring, Nueva York, Filadelfia, Columbus, Chicago y Mineápolis.
En abril se confirma que serán parte de las bandas que encabezan el lineup del festival Pachuca Rockfest (agosto 2025) en México. Ese mes el video oficial de "Qué Más Quieres" es nominado en la categoría Mejor Video Musical en el Festival de Cine de Tribeca, Estados Unidos.
En julio anuncian su primer álbum en vivo: Live From Auditorio Nacional, acompañado de un largometraje que recopila momentos destacados de sus tres conciertos en el recinto de Ciudad de México (febrero 2025). El lanzamiento está programado para agosto.

## Influencias
El sonido de The Warning ha estado fuertemente influido por el rock clásico de bandas como Queen, Metallica, Guns N' Roses, Pink Floyd o AC/DC, y cantautores como Elton John o Billy Joel. También aprecian el repertorio de bandas actuales como Muse, The Killers, Placebo, My Chemical Romance, Foo Fighters, Paramore o Halestorm (más específicamente, Lzzy Hale).
Aunque la mayoría de sus referentes son de origen anglosajón, en español admiran al trío argentino Eruca Sativa, con quienes han hecho amistad y compartido escenario, así como la agrupación nipona Band Maid. Pero más allá de todo, en diversas entrevistas reconocen que el suyo es un rock alternativo y ecléctico que escapa a clasificaciones, busca experimentar y no pretende limitarse a un solo género musical. Incluso admiten que su estilo se alimenta de fuentes tan diversas como la música selecta, el k-pop o el rock japonés.

## Empresa familiar
Desde sus inicios The Warning es una empresa familiar. La confianza y el vínculo estrecho entre sus integrantes y el grupo humano que las rodea han sido fundamentales para el desarrollo y gestión de su carrera (incluso Alejandra confiesa que jamás habría probado suerte en la industria estando sola). Hasta el presente sus padres son parte del equipo que las representa comercialmente y las acompaña en giras y presentaciones. Así mismo, en entrevistas declaran escoger cuidadosamente a su staff, para generar un ambiente laboral positivo o de contención emocional, y destacan el compromiso de quienes estuvieron con ellas desde el comienzo, cuando la banda aun no era rentable.
En giras viajan y conviven junto a todo su equipo en una relación horizontal (sin jerarquías), llegando a compartir transporte —el bus conocido como "La Wawa"— con Rodolfo "Rudy" Joffroy (manager), Iván Chávez y Luis Nakasima (producción audiovisual), Agui (técnico de guitarra y bajo), Sely (técnico de batería), Carlos Arellano (stage manager, técnico de audio), Lauro Eduardo "Lalo" Plaza (ingeniero de sonido) y Hogweva (seudónimo de su guardia privado), entre otros.

## Miembros
- Daniela «Dany» Villarreal Vélez, 25 años (30 de enero  de 2000) — Voz, guitarra y piano. Actualmente artista de PRS Guitars.[322]
- Paulina «Pau» Villarreal Vélez, 23 años (5 de febrero de 2002) — Batería, voz, coros y piano. Actualmente artista de DW,[323] Vic Firth y Sabian.[324]
- Alejandra «Ale» Villarreal Vélez, 20 años (13 de diciembre de 2004) — Bajo, voz y piano. Actualmente artista de Spector.[325]

## Discografía

### Escape the Mind(2015)
| N.º   | Título                                       | Duración |  |
| 1.    | «Take Me Down»                               | 4:05     |  |
| 2.    | «Fade Away»                                  | 3:20     |  |
| 3.    | «Eternal Love»                               | 3:30     |  |
| 4.    | «Escape the Mind»                            | 4:14     |  |
| 5.    | «Free Falling» (Sencillo)                    | 3:55     |  |
| 6.    | «Escape the Mind (Piano Only)» (Bonus Track) | 4:14     |  |
| 23:18 |                                              |          |  |

### XXI Century Blood(2017)
| N.º   | Título                                      | Duración |  |
| 1.    | «XXI Century Blood» (Sencillo)              | 3:58     |  |
| 2.    | «Shattered Heart»                           | 4:10     |  |
| 3.    | «Survive»                                   | 5:09     |  |
| 4.    | «Wildfire»                                  | 3:33     |  |
| 5.    | «Black Holes (Don’t Hold On)»               | 5:02     |  |
| 6.    | «Our Mistakes»                              | 4:15     |  |
| 7.    | «When I’m Alone»                            | 3:30     |  |
| 8.    | «Runaway»                                   | 3:59     |  |
| 9.    | «Unmendable»                                | 3:36     |  |
| 10.   | «Copper Bullets»                            | 3:42     |  |
| 11.   | «Show Me the Light»                         | 4:29     |  |
| 12.   | «Exterminated (Live Session)» (Bonus Track) | 3:25     |  |
| 13.   | «River’s Soul (Live Session)» (Bonus Track) | 4:15     |  |
| 53:03 |                                             |          |  |

### Queen of the Murder Scene(2018)
| N.º   | Título                                | Duración |  |
| 1.    | «Dust to Dust»                        | 3:44     |  |
| 2.    | «Crimson Queen»                       | 4:11     |  |
| 3.    | «Ugh»                                 | 4:19     |  |
| 4.    | «The One»                             | 4:19     |  |
| 5.    | «Stalker»                             | 4:28     |  |
| 6.    | «Red Hands Never Fade»                | 3:28     |  |
| 7.    | «The Sacrifice»                       | 4:17     |  |
| 8.    | «Sinister Smiles»                     | 4:16     |  |
| 9.    | «Dull Knives (Cut Better)»            | 3:08     |  |
| 10.   | «Queen of the Murder Scene»           | 3:55     |  |
| 11.   | «P.S.Y.C.H.O.T.I.C.»                  | 3:40     |  |
| 12.   | «Hunter»                              | 3:45     |  |
| 13.   | «The End (Stars Always Seem to Fade)» | 3:54     |  |
| 51:24 |                                       |          |  |

### MAYDAY(2021)
| N.º   | Título                | Duración |  |
| 1.    | «DISCIPLE»            | 3:40     |  |
| 2.    | «CHOKE» (Sencillo)    | 3:52     |  |
| 3.    | «ANIMOSITY»           | 4:07     |  |
| 4.    | «Z»                   | 3:03     |  |
| 5.    | «EVOLVE» (Sencillo)   | 3:34     |  |
| 6.    | «MARTIRIO» (Sencillo) | 4:05     |  |
| 22:35 |                       |          |  |

### ERROR(2022)
| N.º   | Título                  | Duración |  |
| 1.    | «404» (Intro)           | 0:57     |  |
| 2.    | «DISCIPLE»              | 3:40     |  |
| 3.    | «CHOKE» (Sencillo)      | 3:52     |  |
| 4.    | «ANIMOSITY»             | 4:07     |  |
| 5.    | «MONEY» (Sencillo)      | 3:15     |  |
| 6.    | «AMOUR»                 | 3:55     |  |
| 7.    | «EVOLVE» (Sencillo)     | 3:34     |  |
| 8.    | «ERROR»                 | 3:58     |  |
| 9.    | «Z»                     | 3:03     |  |
| 10.   | «23»                    | 4:01     |  |
| 11.   | «KOOL AID KIDS»         | 3:23     |  |
| 12.   | «REVENANT»              | 4:22     |  |
| 13.   | «MARTIRIO» (Sencillo)   | 4:05     |  |
| 14.   | «BREATHE» (Bonus Track) | 2:49     |  |
| 49:01 |                         |          |  |

### Keep Me Fed(2024)
| N.º   | Título                             | Duración |  |
| 1.    | «Six Feet Deep»                    | 2:59     |  |
| 2.    | «S!ck» (Sencillo)                  | 3:12     |  |
| 3.    | «Apologize»                        | 3:41     |  |
| 4.    | «Qué Más Quieres» (Sencillo)       | 3:04     |  |
| 5.    | «More» (Sencillo)                  | 3:07     |  |
| 6.    | «Escapism»                         | 3:36     |  |
| 7.    | «Satisfied»                        | 3:09     |  |
| 8.    | «Burnout» (Sencillo)               | 3:25     |  |
| 9.    | «Sharks»                           | 3:08     |  |
| 10.   | «Hell You Call A Dream» (Sencillo) | 2:56     |  |
| 11.   | «Consume»                          | 3:07     |  |
| 12.   | «Automatic Sun» (Sencillo)         | 3:10     |  |
| 38:36 |                                    |          |  |

Referencia de Keep Me Fed

### Sencillos
- «Free Falling» (2015)
- «XXI Century Blood» (2017)
- «Narcisista» (2019)
- «CHOKE» (2021)
- «EVOLVE» (2021)
- "Enter Sandman" (2021) (con Alessia Cara)
- «MARTIRIO» (2021)
- «MONEY» (2022)
- «CHOKE (Remix)» (2022) (con grandson & Zero 9:36)
- «MORE» (2023)
- «S!CK» (2024)
- «Hell You Call A Dream» (2024)
- «Qué Más Quieres» (2024)
- «Automatic Sun» (2024)
- «Burnout» (2024)
- «Six Feet Deep» (2024)
- "Show Them" (2024) (con Band-Maid)
- "HURT" (con Dead Poet Society) (2024)

### Videos Musicales
- "XXI Century Blood" (2017)
- "Choke" (2021)
- "Evolve" (2021)
- "Martirio" (2021)
- "Disciple" (2021)
- "Enter Sandman" (2021) (con Alessia Cara)
- "Animosity" (con WEBTOON & I'm the Grim Reaper) (2021)
- "Money" (2022)
- "Error" (2022)
- "Choke" (Remix) (con grandson & Zero 9:36) (2022)
- "More" (2023)
- "S!CK" (2024)
- "Automatic Sun" (2024)
- "¿Qué Más Quieres?" (2024)
- "Burnout" (2024)
- «Six Feet Deep» (2024)
- "Show Them" (2024) (con Band-Maid)
- "HURT" (2025) (con Dead Poet Society)

## Giras
- 2020: North American Tour
- 2022: Mayday Tour
- 2023: Error World Tour
- 2024: Europe Tour